# Schoolboy Q
Quincey Matthew Hanley (ur. 26 października 1986 w Wiesbaden), znany pod pseudonimem ScHoolboy Q – amerykański raper z Los Angeles związany z wytwórnią Top Dawg Entertainment. Wraz z Jay Rockiem, Ab-Soulem i Kendrickiem Lamarem tworzy grupę Black Hippy, z którą wydał mixtape „Black Hippy”. Do tej pory wydał 2 mixtape'y i 4 solowe albumy. Pierwszy z nich, Setbacks, ukazał się na początku 2011 roku. Gościnnie pojawili się Kendrick Lamar, Jay Rock, Ab-Soul, Punch czy też BJ The Chicago Kid. Schoolboy Q występował u boku takich raperów jak A$AP Rocky, Tyga, Kid Ink czy też Smoke DZA.

## Dyskografia
Albumy studyjne
- Setbacks (2011)
- Habits & Contradictions (2012)
- Oxymoron (2014)
- Blank Face (2016)
- CrasH Talk (2019)
- Blue Lips (2024)

Mixtape'y
- Schoolboy Turned Hustla (2008)
- Gangsta & Soul (2009)
- Black Hippy (2011) (wraz z grupą Black Hippy)